# روز ملی بازماندگان خودکشی

روز ملی بازماندگان خودکشی توسط کنگره ایالات متحده آمریکا به عنوان روز یادبودی برای بازماندگان خودکشی که عزیزانشان خودکشی کرده‌اند در نظر گرفته شده‌است. مراسم این روز همواره در شنبه پیش از روز شکرگزاری در آمریکا برگزار می‌شود.
در سال ۱۹۹۹ سناتور هری رید طی یک قطعنامه در مجلس سنای ایالات متحده آمریکا این روز را نام‌گذاری کرد. پدر او خودکشی کرد از همین رو او خود نیز یکی از بازماندگان خودکشی به حساب می‌آید. از آنجا که دیگر کشورها نیز از این ایده استقبال کرده‌اند، نام آن به روز جهانی بازماندگان خودکشی تغییر یافته‌است.
همه ساله بنیاد آمریکایی پیشگیری از خودکشی که پشتیبانی مراسم این روز را بر عهده دارد، برنامه‌ای را برای گردهم‌آیی افرادی که عزیزانشان خودکشی کرده‌اند ترتیب می‌دهد. در این روز که در ۶ کشور دنیا بزرگ‌داشته می‌شود، کسانی که عزیزانشان را بر اثر خودکشی از دست داده‌اند گرد هم می‌آیند تا از همدیگر پشتیبانی روحی و روانی نمایند. این بنیاد فرصتی به روانشناسان و بازماندگان خودکشی می‌دهد تا داستان‌هایشان را در این رابطه با دیگران به اشتراک بگذارند و از تجربه‌های آن‌ها بهره گیرند.برگزاری این گونه مراسم‌ها به بازماندگان خودکشی کمک می‌کند تا با تراژدی از دست دادن عزیزانشان بر اثر خودکشی کنار بیایند.